# Ованесян, Арменак Арсентьевич
Арменак Арсентьевич Ованесян (28 февраля 1913, Ростовская область — 21 июня 2002) — командир миномётного расчета 82-мм миномёта 170-го гвардейского стрелкового полка, гвардии сержант.

## Биография
Родился 28 февраля 1913 года в селе Большие Салы Мясниковского района Ростовской области. Армянин. Окончил 7 классов. Работал трактористом в колхозе. С 1936 по 1938 годы проходил действительную службу в РККА. После демобилизации вернулся домой.
В 1941 году был вновь призван в армию. С июля участвовал в боях на Южном фронте. В конце ноября 1941 года был ранен, лечился в госпитале в Сталинграде, вернулся на фронт. В мае 1942 года в ожесточённых боях на Барвенковском направлении был контужен во время авианалета и без сознания попал в плен, прошел несколько лагерей. В 1944 году смог совершить побег, переплыл Днестровский лиман и вышел к своим.
Вернувшись на фронт, до Победы воевал в составе 170-го гвардейского стрелкового полка 57-й гвардейской стрелковой дивизии сначала наводчиком 82-мм миномёта, затем командиром расчёта.
1 августа 1944 года в бою при прорыве вражеской обороны и расширении плацдарма в районе города Магнушев наводчик 82-мм миномёта гвардии рядовой Ованесян из миномёта разбил 2 пулеметные точки. 3 августа у населённого пункта Ходков при отражении контратаки противника подавил пулемёт и истребил 6 противников.
Приказом командира 57-й гвардейской стрелковой дивизии от 8 августа 1944 года гвардии рядовой Ованесян Арменак Арсентьевич награждён орденом Славы 3-й степени.
В январе 1945 года командир миномётного расчета гвардии младший сержант Ованесян отличился в боях на Магнушевском плацдарме в 20 км юго-западнее города Гарволин. В боях при вторжении в Бранденбургскую провинцию, умело маневрируя миномётным огнём, давал возможность пехоте продвигаться вперёд. В боях на западном берегу реки Одер стойко отражал многочисленные контратаки противника. 4-10 февраля в боях близ станции Рейтвейн-Херцерсхоф при отражении атак противника расчёт под командованием Ованесяна подавил огонь 3-х пулемётов, истребив при этом свыше 20 противников.
Приказом по войскам 8-й гвардейской армии от 27 февраля 1945 года гвардии младший сержант Ованесян Арменак Арсентьевич награждён орденом Славы 2-й степени.
18 апреля 1945 года в боях за высоту в 6 км западнее города Зелов гвардии сержант Ованесян, несмотря на сильное противодействие противника, подавил огонь 3 пулеметов и 81-мм миномёта, уничтожил свыше 10 вражеских солдат. 27 апреля, обеспечивая форсирование пехотой канала Тельтов на окраине Берлина, точными выстрелами поразил вражеский пулемёт, мешавший наступлению стрелковых подразделений.
Указом Президиума Верховного Совета СССР от 15 мая 1946 года за образцовое выполнение заданий командования в боях с немецко-вражескими захватчиками гвардии сержант Ованесян Арменак Арсентьевич награждён орденом Славы 1-й степени, став полным его кавалером.
В 1945 году гвардии старшина Ованесян был демобилизован. Вернулся на родину. Жил в городе Новочеркасск Ростовской области. Работал слесарем-трубоукладчиком, бригадиром в строительном управлении № 35.
Скончался 21 июня 2002 года. Похоронен на малой родине, на кладбище села Большие Салы.
Награждён орденами Октябрьской Революции (5.04.1971), Отечественной войны I степени (11.03.1985), Славы 3-х степеней, медалями.